# Черемшанка (Нижнеудинский район)
Черемша́нка — посёлок в Нижнеудинском районе Иркутской области. Входит в состав Широковского муниципального образования.

## География
Посёлок находится на расстоянии 70 км к северо-востоку от Нижнеудинска, административного центра района.

## Население
| 2002 | 2010 | 2011 | 2012 |
| ---- | ---- | ---- | ---- |
| 196  | ↘71  | →71  | ↘69  |

## Улицы
| - ул. Зелёная, - ул. Красноярская, | - ул. Рабочая, - ул. Школьная. |